# Phycella
Phycella, rod jednosupnica iz porodice zvanikovki smješten u tribus Hippeastreae. Pripadaju mu 14 južnoameričkih vrsta lukovičastih geofita iz Čilea i Argentine. U njega su uključene i vrste iz prijašnjeg roda Placea.
Nekada uključivan u podtribuse Hippeastrinae i Traubiinae.

## Vrste
1. Phycella amoena (Phil.) Nic.García
2. Phycella angustifolia Phil.
3. Phycella arzae (Phil.) Nic.García
4. Phycella australis Ravenna
5. Phycella brevituba Herb.
6. Phycella chilensis (L´Hér.) Grau ex Nic.García
7. Phycella cyrtanthoides (Sims) Lindl.
8. Phycella davidii (Ravenna) Nic.García
9. Phycella fulgens (Hook.f.) Nic.García
10. Phycella germainii (Phil.) Nic.García
11. Phycella lutea (Phil.) Nic.García
12. Phycella maulensis (Ravenna) Nic.García & J.M.Watson
13. Phycella ornata (Miers) Nic.García
14. Phycella scarlatina Ravenna

- Phycella herbertiana Lindl., sinonim je za Zephyranthes graciliflora (Herb.) Nic.García[2]